# Sulby (flod)

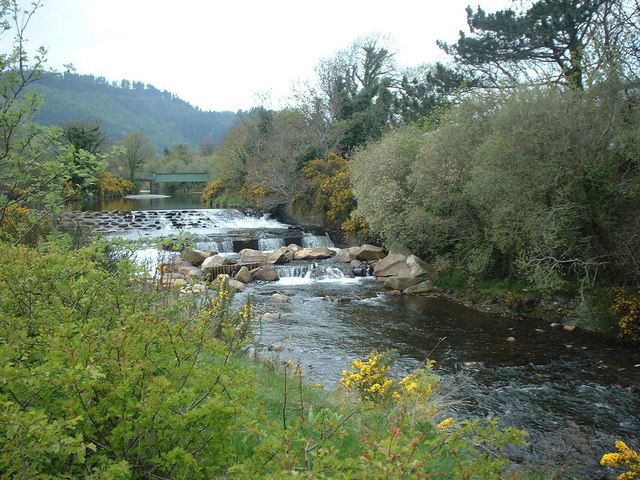
Floden Sulby.

Sulby är en flod på Isle of Man. Floden är en av de längsta på Isle of Man. Den rinner 18 kilometer nordväst tills den når kusten vid staden Ramsey.